# Forcipomyia
Genre
Forcipomyia est un genre d'insectes diptères de la sous-famille des Forcipomyiinae (famille des Ceratopogonidae).

## Systématique
Le genre Forcipomyia a été créé en 1818 par l'entomologiste allemand Johann Wilhelm Meigen (1764-1845).

## Écologie
Certaines espèces du genre Forcipomyia sont hématophages, tandis que d'autres sont des ectoparasites d'insectes plus gros. D'autres encore sont des pollinisateurs, notamment impliqués dans la pollinisation du cacaoyer (Theobroma cacao).

## Liste des sous-genres
Forcipomyia est le genre le plus diversifié des Ceratopogonidae, avec 1 125 espèces connues, réparties dans les 36 sous-genres suivants :
- Forcipomyia (Atopomyia)
- Forcipomyia (Baliohelea)
- Forcipomyia (Bassoforcipomyia)
- Forcipomyia (Caloforcipomyia)
- Forcipomyia (Collessohelea)
- Forcipomyia (Dycea)
- Forcipomyia (Euprojoannisia)
- Forcipomyia (Forcipohelea)
- Forcipomyia (Forcipomyia)
- Forcipomyia (Gampsohelea)
- Forcipomyia (Herakleohelea)
- Forcipomyia (Ixodehelea)
- Forcipomyia (Japygahelea)
- Forcipomyia (Kattangomyia)
- Forcipomyia (Lasiohelea)
- Forcipomyia (Lepidohelea)
- Forcipomyia (Metaforcipomyia)
- Forcipomyia (Microhelea)
- Forcipomyia (Nicothohelea)
- Forcipomyia (Oreinohelea)
- Forcipomyia (Panhelea)
- Forcipomyia (Pedilohelea)
- Forcipomyia (Phytohelea)
- Forcipomyia (Pterobosca)
- Forcipomyia (Rhinohelea)
- Forcipomyia (Rhynchoforcipomyia)
- Forcipomyia (Saliohelea)
- Forcipomyia (Schineromyia)
- Forcipomyia (Schizoforcipomyia)
- Forcipomyia (Synthyridomyia)
- Forcipomyia (Thyridomyia)
- Forcipomyia (Trichohelea)
- Forcipomyia (Trithicomyia)
- Forcipomyia (Typhonomyia)
- Forcipomyia (Warmkea)